# Фульвіо Колловаті
Фульвіо Колловаті (італ. Fulvio Collovati, * 9 травня 1957, Теор) — колишній італійський футболіст, захисник.
Насамперед відомий виступами за клуби «Мілан» та «Інтернаціонале», а також національну збірну Італії.
Володар Кубка Італії. Чемпіон Італії. Володар Кубка Мітропи. У складі збірної — чемпіон світу. 

## Клубна кар'єра
Вихованець футбольної школи клубу «Мілан». Дорослу футбольну кар'єру розпочав 1976 року в основній команді того ж клубу, в якій провів шість сезонів, взявши участь у 158 матчах чемпіонату.  Більшість часу, проведеного у складі «Мілана», був основним гравцем захисту команди. За цей час виборов титул володаря Кубка Італії, ставав чемпіоном Італії, володарем Кубка Мітропи.
Згодом з 1982 по 1989 рік грав у складі команд клубів «Інтернаціонале», «Удінезе» та «Рома».
Завершив професійну ігрову кар'єру у клубі «Дженоа», за команду якого виступав протягом 1989—1993 років.
| Дата       | Місто         | Господарі         | Результат             | Гості          | Турнір                    | Голи | Примітки       |
| ---------- | ------------- | ----------------- | --------------------- | -------------- | ------------------------- | ---- | -------------- |
| 24/02/1979 | Мілан         | Італія            | 3 – 0                 | Нідерланди     | товариський матч          | -    |                |
| 26/05/1979 | Рим           | Італія            | 2 – 2                 | Аргентина      | товариський матч          | -    |                |
| 13/06/1979 | Загреб        | Югославія         | 4 – 1                 | Італія         | товариський матч          | -    |                |
| 26/09/1979 | Флоренція     | Італія            | 1 – 0                 | Швеція         | товариський матч          | -    |                |
| 17/11/1979 | Удіне         | Італія            | 2 – 0                 | Швейцарія      | товариський матч          | -    |                |
| 16/02/1980 | Неаполь       | Італія            | 2 – 1                 | Румунія        | товариський матч          | 1    |                |
| 15/03/1980 | Мілан         | Італія            | 1 – 0                 | Уругвай        | товариський матч          | -    |                |
| 19/04/1980 | Турин         | Італія            | 2 – 2                 | Польща         | товариський матч          | -    |                |
| 12/06/1980 | Мілан         | Італія            | 0 – 0                 | Іспанія        | ЧЄ 1980 - 1-й етап        | -    |                |
| 15/06/1980 | Турин         | Італія            | 1 – 0                 | Англія         | ЧЄ 1980 - 1-й етап        | -    |                |
| 18/06/1980 | Рим           | Італія            | 0 – 0                 | Бельгія        | ЧЄ 1980 - 1-й етап        | -    |                |
| 21/06/1980 | Неаполь       | Чехословаччина    | 1 – 1 д.ч. (9-8 п.п.) | Італія         | ЧЄ 1980 - матч за 3 місце | -    | 4-те місце     |
| 24/09/1980 | Генуя         | Італія            | 3 – 1                 | Португалія     | товариський матч          | -    |                |
| 11/10/1980 | Люксембург    | Люксембург        | 0 – 2                 | Італія         | Відбір до ЧС              | 1    |                |
| 01/11/1980 | Рим           | Італія            | 2 – 0                 | Данія          | Відбір до ЧС 1982         | -    |                |
| 15/11/1980 | Турин         | Італія            | 2 – 0                 | Югославія      | Відбір до ЧС 1982         | -    |                |
| 06/12/1980 | Афіни         | Греція            | 0 – 2                 | Італія         | Відбір до ЧС 1982         | -    |                |
| 25/02/1981 | Рим           | Італія            | 0 – 3                 | Європа         | товариський матч          | -    |                |
| 03/06/1981 | Копенгаген    | Данія             | 3 – 1                 | Італія         | Відбір до ЧС 1982         | -    |                |
| 23/09/1981 | Болонья       | Італія            | 3 – 2                 | Болгарія       | товариський матч          | -    |                |
| 17/10/1981 | Белград       | Югославія         | 1 – 1                 | Італія         | Відбір до ЧС 1982         | -    |                |
| 14/11/1981 | Турин         | Італія            | 1 – 1                 | Греція         | Відбір до ЧС 1982         | -    |                |
| 05/12/1981 | Неаполь       | Італія            | 1 – 0                 | Люксембург     | Відбір до ЧС 1982         | 1    |                |
| 23/02/1982 | Париж         | Франція           | 2 – 0                 | Італія         | товариський матч          | -    |                |
| 14/04/1982 | Лейпциг       | НДР               | 1 – 0                 | Італія         | товариський матч          | -    |                |
| 28/05/1982 | Женева        | Швейцарія         | 1 – 1                 | Італія         | товариський матч          | -    |                |
| 14/06/1982 | Віґо          | Італія            | 0 – 0                 | Польща         | ЧС 1982 - 1-й етап        | -    |                |
| 18/06/1982 | Віґо          | Італія            | 1 – 1                 | Перу           | ЧС 1982 - 1-й етап        | -    |                |
| 23/06/1982 | Віґо          | Італія            | 1 – 1                 | Камерун        | ЧС 1982 - 1-й етап        | -    |                |
| 29/06/1982 | Барселона     | Італія            | 2 – 1                 | Аргентина      | ЧС 1982 - 2-й етап        | -    |                |
| 05/07/1982 | Барселона     | Італія            | 3 – 2                 | Бразилія       | ЧС 1982 - 2-й етап        | -    |                |
| 08/07/1982 | Барселона     | Італія            | 2 – 0                 | Польща         | ЧС 1982 - півфінал        | -    |                |
| 11/07/1982 | Мадрид        | Італія            | 3 – 1                 | ФРН            | ЧС 1982 - Фінал           | -    | Чемпіони світу |
| 27/10/1982 | Рим           | Італія            | 0 – 1                 | Швейцарія      | товариський матч          | -    |                |
| 13/11/1982 | Мілан         | Італія            | 2 – 2                 | Чехословаччина | Відбір до ЧЄ 1984         | -    |                |
| 04/12/1982 | Флоренція     | Італія            | 0 – 0                 | Румунія        | Відбір до ЧЄ 1984         | -    |                |
| 12/02/1983 | Лімасол       | Кіпр              | 1 – 1                 | Італія         | Відбір до ЧЄ 1984         | -    |                |
| 16/04/1983 | Бухарест      | Румунія           | 1 – 0                 | Італія         | Відбір до ЧЄ 1984         | -    |                |
| 29/05/1983 | Гетеборг      | Швеція            | 2 – 0                 | Італія         | Відбір до ЧЄ 1984         | -    |                |
| 22/12/1983 | Перуджа       | Італія            | 3 – 1                 | Кіпр           | Відбір до ЧЄ 1984         | -    |                |
| 04/02/1984 | Рим           | Італія            | 5 – 0                 | Мексика        | товариський матч          | -    |                |
| 26/05/1984 | Торонто       | Канада            | 0 – 2                 | Італія         | товариський матч          | -    |                |
| 30/05/1984 | Нью-Йорк      | США               | 0 – 0                 | Італія         | товариський матч          | -    |                |
| 26/09/1984 | Мілан         | Італія            | 1 – 0                 | Швеція         | товариський матч          | -    |                |
| 03/04/1985 | Асколі-Пічено | Італія            | 2 – 0                 | Португалія     | товариський матч          | -    |                |
| 02/06/1985 | Мехіко        | Мексика           | 1 – 1                 | Італія         | товариський матч          | -    |                |
| 06/06/1985 | Мехіко        | Італія            | 2 – 1                 | Англія         | товариський матч          | -    |                |
| 16/11/1985 | Хожув         | Польща            | 1 – 0                 | Італія         | товариський матч          | -    |                |
| 11/05/1986 | Неаполь       | Італія            | 2 – 0                 | КНР            | товариський матч          | -    |                |
| 10/06/1986 | Пуебла        | Італія            | 3 – 2                 | Південна Корея | ЧС 1986 - 1-й етап        | -    |                |
| Усього     |               | Матчів (41 місце) | 50                    |                | Голів                     | 3    |                |

## Титули і досягнення
- Володар Кубка Італії (1):

«Мілан»:  1976–77
- Чемпіон Італії (1):

«Мілан»:  1978–79
- Володар Кубка Мітропи (1):

«Мілан»:  1982
- Чемпіон світу (1):

1982